# Arnaud Gassies
Pour les articles homonymes, voir Gassies.
Arnaud Gassies (né à Perpignan vers 1390 et mort dans cette même ville en 1456) fut un peintre perpignanais, actif dans le Roussillon dans la première moitié du XVe siècle.
Son style est apparenté au gothique tardif catalan. On lui doit essentiellement des retables, notamment le retable de saint Michel et de saint Hippolyte commandé en 1454 et conservé dans l'église Saint-Sébastien de Palau-del-Vidre, et les deux volets du retable de saint Michel conservés dans l'ancienne cathédrale d'Elne, deux ensembles classés en tant qu'objets monuments historiques.